# Kathrin Wehlisch
Kathrin Wehlisch (* 1974 in Berlin) ist eine deutsche Schauspielerin, Sängerin und Hörspielsprecherin.

## Leben
Von 1996 bis 2000 studierte Kathrin Wehlisch an der Hochschule für Musik und Theater „Felix Mendelssohn Bartholdy“ Leipzig. 1999 debütierte sie am Schauspiel Leipzig. Nach ihrem Studium hatte sie verschiedene Engagements, das erste führte sie von 2000 bis 2005 an das Theater Basel. Nach Deutschland zurückgekehrt, spielte Wehlisch von 2005 bis 2008 am Deutschen Theater in Berlin und von 2009 bis 2012 am Schauspiel Köln. 2012/13 war sie an der Berliner Volksbühne zu sehen. Nach einer Verpflichtung an das Deutsche Schauspielhaus in Hamburg (2013 bis 2016), ist Wehlisch seit der Spielzeit 2017/18 Mitglied im Berliner Ensemble.
Wehlisch spielte in verschiedenen Stücken William Shakespeares, in klassischen Stücken wie Die Orestie von Aischylos und Die Troerinnen von Euripides. Sie war die Abigail in Arthur Millers Hexenjagd, Olga in Die schmutzigen Hände von Jean-Paul Sartre und Frieda in John Gabriel Borkmann von Henrik Ibsen. Dabei arbeitete Wehlisch mit bekannten Regisseuren wie Tom Kühnel, Karin Beier, Jürgen Gosch, Frank Castorf, Armin Petras und Sebastian Nübling.
Nach ihrem Kameradebüt 1999 in Peter Vogels Filmdrama Einfach raus arbeitet Wehlisch seit 2009 regelmäßig für Film und Fernsehen. Neben Gastrollen in verschiedenen Serien spielte sie in prämierten Streifen Über uns das All und Wer wenn nicht wir. Sie ist daneben umfangreich als Hörspielsprecherin tätig und wirkt als ausgebildete Mezzosopranistin gelegentlich in Liederabenden mit.
Im Februar 2021 outete sich Wehlisch im Rahmen der Initiative #actout im SZ-Magazin mit 184 anderen lesbischen, schwulen, bisexuellen, queeren, nicht-binären und trans* Schauspielern.
Kathrin Wehlisch lebt in Berlin.

## Filmografie (Auswahl)
- 1999: Einfach raus
- 2009: Tatort: Mit ruhiger Hand (Fernsehreihe)
- 2010: Es war einer von uns
- 2011: Über uns das All (Kino)
- 2011: Wer wenn nicht wir (Kino)
- 2011: Tatort: Borowski und der coole Hund
- 2011: SOKO Wismar (Fernsehserie, Folge Später Frühling)
- 2011: SOKO Leipzig (Fernsehserie, Folge Gottes Zoo ist groß)
- 2012: Pastewka (Fernsehserie, Folge Die SMS)
- 2012, 2014: Mord mit Aussicht (Fernsehserie, 2 Folgen)
- 2013: Am Ende der Lüge
- 2013: Feuchtgebiete (Kino)
- 2013: Mordshunger – Verbrechen und andere Delikatessen (Fernsehserie, Folge Der Heiler)
- 2013: Stralsund: Freier Fall (Fernsehreihe)
- 2014: Alles Klara (Fernsehserie, Folge Letzte Ruhe Lotussitz)
- 2014: Friesland: Mörderische Gezeiten (Fernsehreihe)
- 2014: Phoenix (Kino)
- 2015: Der Kriminalist (Fernsehserie, Folge Der Andere)
- 2016: In aller Freundschaft – Die jungen Ärzte (Fernsehserie, Folge Klare Verhältnisse)
- 2016: Spreewaldkrimi: Spiel mit dem Tod (Fernsehreihe)
- 2017: Kommissarin Heller: Verdeckte Spuren (Fernsehreihe)
- 2017: Der König von Berlin
- 2018: Friesland: Der Blaue Jan
- 2019: Friesland: Asche zu Asche
- 2020: Rentnercops (Fernsehserie, 2 Folgen)
- 2022: Kolleginnen: Das böse Kind (Fernsehreihe)
- 2023: Das Lehrerzimmer (Kino)
- 2024: Zwei zu eins

## Hörspiele (Auswahl)
- 2007: Robinson Crusoe – Autor: Daniel Defoe – Regie: Beatrix Ackers
- 2007: Der Sitzplatz – Autor: Karl-Heinz Bölling – Regie: Judith Lorentz
- 2007: Etwas mehr links – Autorin: Dunja Arnaszus – Regie: Judith Lorentz
- 2008: Nothing to know but coffee to go – Autorin: Esther Dischereit – Regie: Robert Schoen
- 2009: Eisblut – Autorin: Marina Heib – Regie: Walter Adler
- 2010: Tödliche Intrige – Autor: Arnaldur Indriðason – Regie: Anja Herrenbrück
- 2010: Lüge eines Lebens – Autor: Christian von Ditfurth – Regie: Andrea Getto
- 2010: Bakunin Boys – Autor und Regie: Thom Kubli
- 2010: Verdammnis – Autor: Stieg Larsson – Regie: Walter Adler
- 2010: Blue Mountains – Autorin: Juli Zeh – Regie: Alice Elstner
- 2011: Schwarzer Hund. Weißes Gras – Autor: Kilian Leypold – Regie: Kai Grehn
- 2011: Bruno, Chef de Police – Autor: Martin Walker – Regie: Martin Zylka
- 2011: Die Nachtigall – Autor: Hans Christian Andersen – Regie: Uwe Schareck und Uta Reitz
- 2012: Alle meine Freunde sind Superhelden – Autor: Andrew Kaufman – Regie: Matthias Kapohl
- 2013: Der Klang des Todes – Autorin: Carin Bartosch Eström – Regie: Sven Stricker
- 2014: Mein Jahr in Trallalabad – Autor: Thilo Reffert – Regie: Klaus-Michael Klingsporn
- 2016: Blutsbrüder – Cliquenturbo – Autor: Ernst Haffner – Regie: Thomas Martin
- 2016: Baba Dunjas letzte Liebe – Autorin: Alina Bronsky – Regie: Anja Herrenbrück